# Vân Hải
Vân Hải (tiếng Trung: 雲海, tiếng Anh: Yun Hai) là một cửa hàng bán lẻ và kinh doanh thương mại điện tử của Mỹ có trụ sở tại Thành phố New York và huyện Chương Hóa, Đài Loan. Cửa hàng do Lisa Cheng Smith thành lập vào năm 2019, cửa hàng nhập nguyên liệu nấu ăn và trái cây sấy khô từ Đài Loan. Vân Hải nhận được sự chú ý của giới truyền thông sau khi phát động chiến dịch Kickstarter nhập khẩu trái cây sấy khô của Đài Loan nhằm đáp trả lệnh cấm nhập khẩu dứa Đài Loan của Trung Quốc vào tháng 3 năm 2021.

## Lịch sử
Vân Hải được thành lập bởi Lisa Cheng Smith, một người Mỹ gốc Đài Loan lớn lên ở Texas vào năm 2019. Là một cửa hàng trực tuyến, Vân Hải muốn lựa chọn các món ăn dành cho người sành ăn được chọn lọc kỹ lưỡng sản xuất tại Đài Loan. Cửa hàng trưng bày thức ăn ở Brooklyn khai trương vào tháng 6 năm 2022.
Sản phẩm đầu tiên cửa hàng mở bán là Su Chili Crisp, một loại tương ớt mà Cheng Smith rất thích ở Đài Loan nhưng không có ở Hoa Kỳ. Sau đó, Vân Hải bắt đầu bán nước tương và nước sốt cay, thường của các công ty gia đình thế hệ thứ hai hoặc thứ ba ở Đài Loan.
Năm 2021, Trung Quốc cấm nhập khẩu dứa từ Đài Loan (90% trong số đó được xuất khẩu sang Trung Quốc vào thời điểm ban hành lệnh cấm), một hành động được Đài Loan coi là một chiến dịch làm leo thang căng thẳng chính trị. Để đáp trả lại lệnh cấm, các chính trị gia Đài Loan và các đồng minh đã quảng cáo dứa Đài Loan là dứa tự do. Sau lệnh cấm, Cheng Smith và người đồng sở hữu Lillian Lin đã phát động chiến dịch Kickstarter để nhập khẩu trái cây sấy khô từ những người nông dân ở Đài Loan. Dự kiến sẽ huy động được khoảng 12.000 USD, sau đó họ huy động được 113.050 USD. Cheng Smith và Lin đã làm việc với nông dân Đài Loan và các hợp tác xã do nông dân làm chủ để sấy khô và đóng gói dứa. Sau đó họ thêm xoài xanh, xoài Irwin, ổi ngọc trai và mận trắng vào các sản phẩm trái cây khô.
Năm 2022, Vân Hải trở thành đại lý phân phối độc quyền tại Mỹ cho sản phẩm nồi cơm điện của Công ty Đại Đồng. Để quảng bá sản phẩm đến người Mỹ gốc Đài Loan thế hệ thứ hai, công ty xuất bản cuốn sách Yun Hai Tatung Family Cookbook, gồm các công thức nấu ăn truyền thống của Đài Loan bằng tiếng Anh. Vào ngày 30 tháng 3 năm 2023, Tổng thống Đài Loan Thái Anh Văn đã đến thăm Vân Hải trong lúc bà dừng chân ở New York.

## Hoạt động
Vân Hải có hai nhà kho ở tiểu bang California và New York, phân phối sản phẩm cho người tiêu dùng trên toàn nước Mỹ. Mặc dù có mặt tiền đặt tại Brooklyn nhưng Vân Hải lại tạo ra phần lớn doanh số bán hàng trực tuyến. Tính đến năm 2023, Vân Hải bán hơn 70 sản phẩm qua website và hơn 100 sản phẩm tại cửa hàng.